# Holcocera zelleriella
Holcocera zelleriella é uma espécie de mariposa do gênero Holcocera pertencente à família Coleophoridae.